# Al-Faw District
Al-Faw District är ett distrikt i Irak.   Det ligger i provinsen Basra, i den sydöstra delen av landet, 500 km sydost om huvudstaden Bagdad.
Följande samhällen finns i Al-Faw District:
- Al Fāw